# Remmius badius
Remmius badius là một loài nhện trong họ Sparassidae.
Loài này thuộc chi Remmius. Remmius badius được Carl Friedrich Roewer miêu tả năm 1961.